# ラ・リュー・ケタヌー
ラ・リュー・ケタヌー（La Rue Kétanou)はフランスの音楽グループ。シャンソンとフォークロックにレゲエの要素をミックスした路上ライブスタイルの音楽で知られる。
メンバーはアコーディオンのモハメド・ミュゼ（Mourad Musset）、ギターのオリヴィエ・レイト（Olivier Leite）、ギターのフローラン・ヴァントリニュ（Florent Vintrigner）の三人で、作曲は全員で担当。
メンバー全員がパリの小劇場「テアトルデュフィル（theatre-du-fil）」出身で、モットーは「C'est pas nous qui sommes à la rue, c'est la rue qui est à nous（俺たちは浮浪者じゃない、この通りは俺たちのものだ）」。